# Andres Tarand
Andres Tarand, född 11 januari 1940 i Tallinn, är en estländsk socialdemokratisk politiker. Han var Estlands premiärminister från 8 november 1994 till 17 april 1995, och var dessförinnan miljöminister i Mart Laars regering 1992–1994. Från 1992 till 2004 var han också ledamot av Estlands parlament, Riigikogu. 
Från 2004 till 2009 var han ledamot av Europaparlamentet för Socialdemokratiska partiet och tillhörde den socialdemokratiska EU-parlamentsgruppen.
Tarand studerade klimatologi och geografi vid Tartu universitet, och har varit forskare och forskningschef vid universitetet, samt chef för Tallinns botaniska trädgård. Som politiker har han varit aktiv inom flera nationella miljöorganisationer och internationella miljösamarbeten i Östersjöregionen och Europa.
Tarands äldste son, Indrek Tarand, är politiker och journalist, och valdes in i EU-parlamentet som oberoende kandidat 2009, samma år som Andres Tarand lämnade parlamentet. Den yngre sonen Kaarel Tarand är också välkänd journalist.